# Дирборн (станция)
Дирборн (англ. Dearborn Station, также известна как Депо Полк-стрит англ. Polk Street Depot) — закрытая железнодорожная станция в Чикаго, штат Иллинойс. В середине 1980-х годов вестибюль станции был превращён в пространство для офисов и торговых точек. Станция является объектом Национального реестра исторических мест США.

## История
Станция была открыта в 1885 году. Пожар 1922 года привёл к изменениям в фасаде здания, включая демонтаж верхнего этажа с черепичной крышей.
Корпорация Amtrak решила изменить направление движения поездов до железнодорожной станции Юнион в начале 1970-х годов, что привело к упадку станции. Станция Дирборн была окончательно закрыта в 1976 году. В том же году место стоянки поездов и железнодорожные пути были демонтированы.
26 марта 1976 года станция Дирборн была включена в Национальный реестр исторических мест США под номером 76000688, а 2 марта 1982 года она была официально признана достопримечательностью города Чикаго.
Дирборн оставалась заброшенной до середины 1980-х годов, когда она была превращена в пространство для офисов и торговых точек. На месте путей был разбит одноимённый парк.

## Архитектура
Трёхэтажное здание было спроектировано архитектором Сайрусом Эйдлицем в неороманском архитектурном стиле. Вестибюль и часовая башня сложены из розового гранита и красных кирпичей. До 1922 года здание было выше на один этаж, а крыши вестибюля и башни были выложены черепицей. И этаж и черепичная крыша были демонтированы после пожара на станции.

## В популярной культуре
- Станции посвящена песня «Dearborn Station» 1985 года рок-группы «Fortune»[5].